# Quicksilva
Quicksilva — британская компания, основанная в 1979 году. Компания является одной из первых и одной из самых успешных в британской индустрии компьютерных игр начала 1980-х годов до кризиса индустрии 1983 года.

## История
Название Quicksilva было вдохновлено конкретным гитарным соло в треке на альбоме Happy Trails от Quicksilver Messenger Service. Компания была основана в 1979 году Ником Ламбертом, а первым наёмным её работником весной 1981 года стал Марк Элз (англ. Mark Eyles). Следующим сотрудником компании стала девушка и будущая жена Марка Каролина Хэйон (англ. Caroline Hayon). По оценке Quicksilva, это вероятно была первая женщина, которая работала в британской индустрии компьютерных игр.
Первой продукцией Quicksilva стала карта памяти на 3 килобайта, созданная для компьютера Sinclair ZX80, и на этой карте поставлялась игра QS Defenda. Таким образом карта расширяла память с 1 до 4 Кб у компьютера и покупателю при этом поставлялась игра. Так как в то время не было магазинов по продаже компьютерных игр, то продажу карт компания осуществляла по почте.
В марте 1981 года выпускается компьютер Sinclair ZX81, на котором Quicksilva концентрирует свою деятельность. До выхода этого домашнего компьютера не существовало существенного рынка индустрии, а после выхода было небольшое окно времени, когда индустрия переходила от независимых разработчиков к созданию игр компаниями, в которых сотрудники работали полный рабочий день. В этот период попадает Quicksilva, и в то время существует не так много компаний, занимающихся разработкой игр — Artic Computing, dK’Tronics, Bug-Byte, Automata и пару других. В данных условиях Quicksilva занимается не только созданием игр, но и совершенствует маркетинг. Так, её цветное и графическое оформление поставляемых игр, выполненное с помощью художников и тиражируемое через фотопечать, существенно отличается от конкурентов. Ещё одним преимуществом Quicksilva являлось то, что компания сама производила аппаратное обеспечение и поставляла игры — это были карты памяти, звуковые карты и другие.
В 1984 году компания была продана за 1,25 миллиона фунтов стерлингов.